# Filip Eidsheim
Filip Eidsheim, né le 16 février 1990 à Bergen, est un coureur cycliste norvégien.

## Palmarès et classements mondiaux

### Palmarès
- 2008
  -  Champion de Norvège de poursuite juniors
  - 2e du championnat de Norvège du contre-la-montre juniors
  - 3e du championnat de Norvège du kilomètre juniors
- 2010
  - 4e étape du Tour des Pyrénées
- 2011
  - 3e d'À travers la Campine anversoise
- 2014
  - 2e du Championnat de Norvège sur route
  - 3e du Central-European Tour Szerencs-Ibrány
  - 3e du Grote Prijs Dr. Eugeen Roggeman
- 2015
  - 9e et 10e étapes du Tour du Maroc

### Classements mondiaux
| Année                                 | 2010 | 2011 | 2012 | 2013  | 2014 | 2015 |
| ------------------------------------- | ---- | ---- | ---- | ----- | ---- | ---- |
| UCI Europe Tour                       | 920e | 433e | 731e | 1067e | 235e | 702e |
| UCI Africa Tour                       | nc   | nc   | nc   | nc    | nc   | 98e  |
|                                       |      |      |      |       |      |      |
| Légende : nc = non classéSource : UCI |      |      |      |       |      |      |